# Аль-Мустансір
Аль-Мустансір (*17 лютого 1192 — 5 грудня 1242) — 36-й володар Багдадського халіфату в 1226—1242 роках. Тронне ім'я з арабської мови перекладається як «Той, хто шукає Божу допомогу». Повне ім'я Абу Джафар Мансур ібн Мухаммад аз-Захір аль-Мустансір біллах.

## Життєпис
Походив з династії Аббасидів. Син халіфа аз-Захіра та тюркської наложниці Таркі-хатун. Народився у 1192 році. При народженні отримав ім'я Мансур. Здобув гарну освіту при дворі свого діда ан-Насіра. Замолоду виявив хист до державних справ.
У 1226 році після смерті батька успадкував трон під ім'ям аль-Мустансір. Продовжив політику попередників зі зміцнення фінансів, війська та оборони держави. Водночас докладав значних зусиль для посилення статусу Багдаду як культурного і освітянського центру мусульманського світу, що підкріплювало авторитет халіфа як релігійного лідера. У 1227 році за наказом халіфа було відкрито велике медресе в Багдаді, що отримало назву аль-Мустансірія (остаточно завершено масштабні роботи у 1233 році). Доволі швидко цей навчальний заклад перетворився на провідний навчальний центр Близького Сходу (ісламський університет). В ньому викладали 4 сунітські школи правників (мазгаби) — шафіти, ханбалі, ханафіти, маликіти. Протягом усього правління було зведено численні медресе, мечеті, лікарні в інших містах держави.
Вимушений був маневрувати між потужними державами — Конійським султанатом, державою Джелал ад-Діна та монголами. При цьому халіф не намагався відкрито стати на чийсь бік, намагаючись зберегти сили для можливого нападу будь-якого ворога. Зрештою аль-Мустансір уклав союзи з конійським султаном Кей-Кубадом I та султанами Єгипту з династії Айюбідів (аль-Камілем, потім аль-Аділем II), султаном Дамаску з династії Айюбідів — ан-Насіром Даудом. Не зміг втрутитися у протистояння єгипетський Айюбідів та хрестоносців на чолі із Фрідріхом II Гогенштауфеном, імператором Священної Римської імперії, який у 1227—1228 роках здійснив похід (потім за умовами перемовин з аль-Камілем отримав Єрусалим).
У 1231 році після низки поразок й загибелі хорезмшаха Джелал ад-Діна становище халіфату трохи поліпшилося. Водночас посилилася небезпека з боку монголів. Втім у 1237 році війська аль-Мустансіра зуміли відбити напад монгольських військ на Багдад. Проте 1238 року у відкритій битві армія халіфа зазнала поразки, але зуміла сховатися за стінами Багдада, який монголи не зуміли здобути. З огляду на посилення небезпеки халіф збільшив і зміцнив військо та розширив коло союзників проти монголів.
Помер аль-Мустансір у 1242 році. Йому спадкував син аль-Мустасім.